# 선이해
선이해(Vorverstehen/Vor-Urteil, preunderstanding, 先理解)란 어떠한 작품을 이해하거나 해석할 때 선험적 파악을 전제로 하는 것을 이르는 말이다. 하이데거의 개념이다. 해석학은 선이해를 기반으로 출발하며, 선이해 없이는 본문의 해석이 불가능하다고 주장한다.

## 선이해에 대한 학자들의 견해

### 하이데거
하이데거는 현존재의 이해는 실존적 상황에서 생겨나는 선이해에 의해 인도되며, 이 선이해가 모든 명시적 해석의 주제 영역을 한계 짓는다고 주장했다. 하이데거는 인간 존재를 '세계 속에 던져진 존재(Being-in-the-world)'로 보았다. 즉, 우리는 항상 어떤 맥락 안에 있으며, 이 맥락 안에서 우리의 이해가 이루어진다는 것이다. 우리는 어떤 새로운 상황이나 대상을 접할 때, 완전히 백지 상태에서 이해하는 것이 아니라 이미 가지고 있는 경험, 지식, 그리고 신념에 의해 그 대상을 해석한다는 것이다.

### 가다머
가마머는 이해의 역사성을 강조하며 선이해를 발전시켰다. 해석은 항상 과거의 전통이나 문화적 배경에 의해 형성된 선이해를 바탕으로 이루
가다머의 선이해는 지평의 융합을 위하여 반드시 필요하다.
우리는 세계를 어떻게 이해하게 되는가? 우리가 어떤 것을 이해할 때 아무 것도 모르는 상태에서 새로운 이해에 도달하는 것은 불가능하며, 이해를 위해서는 이해의 배경이 되는 지식이 필요하다. 현대 해석학의 거장인 가다머는 ‘선이해’와 ‘지평 융합’의 개념을 도입하여 세계에 대한 이해를 설명하고 있다. 
선이해란 어떤 대상에 대해 미리 판단하는 일종의 선입견을 의미한다. 이성적인 이해를 중시했던 계몽주의 학자들은 선입견을 올바른 이해를 가로막는 잘못된 생각이라 보았다. 그들에 따르면 선입견은 개인의 권위나 속단에서 비롯된 비이성적인 것이다. 이와 달리 가다머는 세계에 대한 이해를 위해서는 선입견이 반드시 필요하다고 주장하였다. 그가 제시하는 선입견이란 개인적 차원에서 임의로 만들거나 제거할 수 있는 편협한 사고가 아니라, 문화나 철학, 역사와 같이 과거로부터 전승되어 온 전통에 의해 형성된 사고를 뜻한다. 이러한 선입견은 이해의 기본 조건으로, 우리가 세계를 이해할 수 있도록 인도하는 역할을 한다.
그렇다면 선이해를 기본 조건으로 하는 이해의 과정은 어떠한가? 가다머는 이를 ‘현재 지평’과 ‘역사적 지평’이 결합되는 ‘지평 융합’이라는 개념으로 설명하고 있다. 그가 말하는 현재 지평이란 인식의 주체가 선이해를 바탕으로 형성한 이해로, 이해 주체의 머릿속에 형성된 지식이나 신념 등과 관련이 있다. 반면 역사적 지평이란 과거로부터 축적되어 온 이해의 산물로, 텍스트를 통해 전해 내려오는 수많은 지식들이 대표적인 예이다. 이해의 과정이란, 서로 다른 두 지평이 만나 새로운 지평을 형성해 나가는 과정이다. 현재 지평은 역사적 지평과의 융합을 통해 상호작용하면서 끊임없이 수정되고 확장되어 나간다. 따라서 두 지평이 융합된 결과 형성된 지평은 주체가 기존에 가졌던 현재 지평과 다른 새로운 것이 된다. 
이와 같은 이해의 과정으로서 지평 융합은 일회적으로 끝나는 것이 아니라 반복적으로 이루어진다. 즉, 주체가 가진 현재 지평은 역사적 지평과 융합하여 새로운 지평이 되고, 이것이 다음 이해의 선이해로 작용하며 또 다른 이해로 이어지는 과정을 반복한다. 이와 같은 순환 과정을 고려할 때, 이해는 결과가 아니라 언제나 도상(途上)에 있다고 볼 수 있다. 결국 가다머가 말하는 세계에 대한 이해는 완성된 것이 아니라 과정에 있는 것이며, 고정된 것이 아니라 끊임없이 변화하고 확장되어 가는 것이다.

### 불트만
불트만은 슐라이에르마허와 딜타이가 채용한 두 가지 관점 외에도 수많은 해석 관점이 존재할 수 있으며, 각각의 해석행위는 그러한 특정 해석관점 하나를 포함할 수밖에 없다는 점을 강조했다. 텍스트에 대한 특별한 질문이 없이는 텍스트가 전달하고자 하는 바를 우리가 이해하기 위한 어떤 초점도 가질 수 없다. “그러므로 해석은 항상 텍스트 속에서 직접 또는 간접적으로 표현되는 상이한 주관적 문제들에 관련된 삶을 전제로 한다.” 바꾸어 말하면 어떤 해석도, 특정 선이해에 의해 가동되지 않는 경우는 없다. 이를 불트만은 다음과 같이 말했다.

“주석은 전제 없이 이루어지지 않는다. 주석가는 백지상태(tabula rasa)에서가 아니라 특정 질문을 갖고 텍스트에 접근하거나 또는 질문을 제기하는 특정 방식으로 접근하며, 텍스트와 관련된 주제 내용에 대한 어떤 아이디어를 갖고 접근한다.”
‘객관적,’ ‘전망,’ ‘전제,’ 그리고 ‘선이해’ - 이것들 각각의 개념들은 모든 해석자들이 항상 이미 어떤 해석학적 순환 안에서 움직이고 있는 사실을 보여 준다. 해석학적 순환에는 두 가지 종류가 있다. 선이해와 그것을 통한 텍스트의 주제-내용을 이해하는 순환, 그리고 부분을 통해서 전체를, 그리고 역으로 전체를 통해 부분을 이해하는 순환이다.
불트만의 해석학은 특히 위 첫 번째 측면을 분명히 했다. 그는 해석자의 독해에 동기를 부여할 수 있는 가능성 있는 많은 이해관계의 목록들 곧 심리적, 미적, 역사적 동기 등을 만들고 난 뒤에 다음과 같이 결론을 내렸다.
“결국, 해석의 목표(objective)는 삶의 영역(sphere)인 역사에 대한 관심에 의해 정해질 수 있다. 이 영역 안에서 인간의 실존이 존재하고, 그 안에서 인간은 자신의 가능성을 획득하고 발전시키며, 그 안에서 이 가능성들을 성찰함으로써 각자는 자신과 자신의 가능성들에 대한 이해에 도달하게 된다. ... 이러한 질문 제기에 자신을 거의 진력(盡力)하는 것은 철학, 종교, 문학의 텍스트들이다. 하지만 원칙적으로 모든 텍스트(일반적인 역사 포함)은 여기에 해당될 수 있다.”
불트만이 공리로 간주한 독해의 실존적 개념은 반(反)역사적이 아닐 뿐만 아니라(아직도 자주 그렇다고 주장되고 있지만), 인간의 역사성의 본질에 대한 바로 그 통찰로부터 나왔다. 불트만은 반복해서 이 점을 강조했다. “만약 우리가 우리의 문제를 갖고 살아있는 역사에 접근한다면 역사는 진정으로 우리에게 말하기 시작할 것이다.”
불트만은 “역사적 지식은 동시에 우리 자신들에 관한 지식이다”라는 말에도 염증을 느끼지 않았다. 따라서 그가 깨트리려고 한 것은 어떤 역사가들(성경사가들)이 가진 객관주의라는 자만이지 신학자의 역사적인 임무가 아니다. 오히려 신학자는 역사적 사고의 의미를 충분히 각성해야 된다고 생각했다.
바르트는 불트만의 실존주의적 해석학의 강령을 성경분문과 그것의 주제-내용에 대한 하나의 강요(强要)로 보았다. 그러나 불트만은 슐라이에르마허처럼 “성경 본문의 해석은 다른 어떤 문학 텍스트의 적용과는 다른 이해의 조건들에 따라야 하는 것이 아니다”라고 주장했다. 우리는 모든 철학적인 엄격함과 형식적 분석의 도구들을 갖고 성경에 접근해야 하지만, 성경의 주제-내용에 대한 비평적으로 검증된 선이해를 갖고도 접근할 필요가 있다.
불트만은 바르트에 반대하여 심지어 우리 인간 역사 속에서의 하나님의 자기 계시에 대한 깨달음조차 어떤 형태로든지 선이해에 의존한다는 사실을 강조했다. 이 같은 선이해는 하나님에 대한 실존적인 지식에 의해 일깨워 진다.
“‘행복,’ ‘구원,’ 또는 세계와 역사의 의미에 대한 질문 속에는, 이 질문이 우리 자신의 실존의 진정성에 관한 것인 한, 인간의 실존 안에서 현존하는 살아계신 하나님에 대한 실존적 지식은 존재한다.”
인간의 모든 지식은 해석된 지식이다. 그렇기 때문에, 해석의 이 과정을 성찰하는 신학자는 그의 해석에 사용되는 개념적인 틀에 대해 논하는 것이 중요하다. 불트만의 틀은 실존에 대한 실존주의적 이해였다. 그는 바르트에게 바르트가 갖고 있는 개념성(conceptuality)의 원천과 의미가 무엇인가를 밝히라고 요청했다.
전제 없는 주석은 가능한가?
불트만은 “전제 없는 주석은 가능한가?”라는 후기 논문에서 자기의 해석학적 강령을 다섯 가지로 공식화했다. (1) 성경 본문 주석은 선입견(편견)에서 벗어나야 한다. 불트만은 앞서 ‘선입견’과 ‘전제’를 대조시켜 선입견은 텍스트에 대한 의도적이며 교리적인 강요를 의미한다고 보았다. (2) 그러나 주석은 전제 없이 결코 존재하지 않는다. “왜냐하면 역사적인 해석으로서의 그것은 역사-비평적인 연구방법을 전제하기 때문이다.” (3) 주석가, 성경 본문, 그리고 선이해 사이에는 생(生)의 관계가 전제되어 있다. (4) 이 선이해는 닫혀 진 것이 아니라, 변형을 향하여 열려 있다. (5) 텍스트의 이해는 결코 일정한 것이 될 수 없다. 따라서 “성경의 의미는 항상 새롭게 자기 자신을 드러낸다.”
불트만의 해석이론은 바르트의 해석학과 마찬가지로 성경에 대한 역사주의적 접근만이 아니라 성경주석과 조직신학 사이의 균열에도 도전했다. 그러나 바르트의 강한 저항에도 불구하고 불트만의 해석학은 슐라이에르마허가 100년 전에 시작한 철학적 해석학 운동과 신학을 재결합시켰다.

그러나 슐라이에르마허와 딜타이가 텍스트의 원래 의미를 상상적으로 재구성하는 것을 목표로 삼았던 반면, 불트만은 하이데거의 실존주의적 해석학의 조명 아래에서 슐라이에르마허와 딜타이의 해석학을 발전시키면서 해석학의 목표를 성경 텍스트의 주제-내용을 회복시키는 것으로 바꾸었다.
따라서 불트만의 해석학에서 우리는 슐라이에르마허에서 하이데거에 이르는 모든 철학적 해석학의 열매들을 볼 수 있는 반면, 바르트의 해석학에서 우리는 모든 텍스트 해석자들이 직면하는 해석학적 조건들에 대한 검토를 통해 신학적 작업을 보다 더 온전하게 수행하려는 노력을 회피하는 것을 볼 수 있다.
불트만의 해석이론에 대한 바르트의 부정적인 판결은 환영할 만하지 않다. 그러나 이것은 불트만의 해석학적 성찰에 문제점이나 모순이 없음을 의미하지 않는다. 특히 신약성경의 텍스트를 비신화화하려는 그의 사고가 많은 비판을 불러일으킨 것은 당연하다

## 성경과 선이해
리차드 린츠(Richard Lints)는 그의 저서 ‘성경의 지속적 권위'(The Enduring Authority of the Christian Scriptures)에서 선이해가 실재한다는 것을 인정해야 한다고 말하고 있다.
“모든 통역은 통역사의 독특한 경험에 영향을 받는다. 이 독특한 경험의 일부는 통역사의 사회적 위치와 문화적 맥락이다. 어떤 사람이 무엇을 보는가는 그 사람이 무엇을 보고 싶어하는가에 영향을 받는다. 이처럼 무엇을 보고 싶어하는가 등등의 기대는 개인 및 사회적 지향의 복잡한 상호 작용으로 인해 만들어진다.”

## 같이 보기
- 하이데거
- 해석학